# عمل بد (فیلم ۲۰۱۴)
عمل بد (به انگلیسی: No Good Deed) فیلمی است محصول سال ۲۰۱۴ و به کارگردانی سم میلر است. در این فیلم بازیگرانی همچون ادریس البا، تراجی پی. هنسون، لسلی بیب، کیت دل کاستیلو ، هاردینگ سیمونز، مارک اسمیت و ویلبور فیتزجرالد ایفای نقش کرده‌اند.